# FEMUA 9
Le Femua 9 est la 9e édition du Festival des musiques urbaines d’Anoumabo. Il se déroule du 19 au 24 avril 2016 à Abidjan, au sein de l’Institut national de la jeunesse et des sports (INJS) dans la commune de Marcory, ainsi qu'à Korhogo. L'évènement qui a pour thème « Jeunesse et développement », connait une fin tragique en raison de la mort sur scène de Papa Wemba.

## Déroulement

### Préparation
Dans le cadre des préparatifs de l'évènement, le commissariat général du Festival, avec à sa tête A'Salfo du Groupe Magic System, rend une visite de civilité au Ministre d'Etat, ministre de l'Intérieur et de la Sécurité, Hamed Bakayoko, le 25 janvier 2016, pour présenter les actions réalisées et celles à venir. Ensuite, la cérémonie officielle de lancement a lieu le jeudi 25 février 2016 au siège de l'UNESCO à Paris,. Plus tard dans le mois d'avril, les organisateurs effectuent, à quelques jours du démarrage de la cérémonie, une reconnaissance des sites devant abriter le Femua 9, avec une importance majeure accordée à la sécurité. 

### Cérémonie d'ouverture
La cérémonie d'ouverture du Femua 9 se tient le 19 avril 2016 à Anoumabo, sous le parrainage de l'ex-Président ivoirien Henri Konan Bédié. Des membres du gouvernement et des autorités municipales participent également à l'évènement qui est marqué par la pose de la première pierre du siège de la Fondation Magic System.  

### Innovations
C'est lors du Femua 9 que le festival a été délocalisé pour la première fois dans une ville de l'intérieur du pays, notamment à Korhogo,,. 

### Actions sociales
Comme les éditions précédentes, le Femua 9 est marqué par des actions sociales. Celle de 2016 a vu la pose de la première pierre de l'école primaire Magic System de Séguéla, qui est inaugurée deux ans plus tard, c'est-à-dire le 13 avril 2018.

### Carrefour jeunesse du festival
Le Carrefour jeunesse est l'articulation scientifique du festival. Il démarre le 21 avril 2016 lors de la 2ᵉ journée du Femua 9. Il se tient sur deux(2) jours (21 et 22 avril) et est le lieu de rencontre et d'échanges de la jeunesse avec des chefs d'entreprises et des personnes du monde professionnel autour du thème « Jeunesse et développement ». 

### Femua Kids
Le Femua Kids est une journée spéciale d'activités destinée aux enfants âgés de 4 à 12 ans, venus de différents orphelinats d'Abidjan. Il se tient le mercredi 20 avril 2016 à Anoumabo et permet aux enfants de jouer et de danser aux rythmes de musiques urbaines avec Magic System et des artistes comme DJ Marechal, JC Pluriel et le groupe TNT,.

### Volet Sportif du festival
Le volet sportif du Femua 9 est meublé par un cross populaire et un tournoi de Maracana le samedi 23 avril 2016 à Korhogo.

## Concerts
Cette 9e édition du Femua, connait une série de concerts qui se déroulent à l'Institut français d'Abidjan-Plateau et à Marcory Anoumabo.  Cependant, dans la nuit du samedi 23 au dimanche 24 avril, un drame vient interrompre brusquement le festival : le décès de Papa Wemba alors qu'il était en pleine prestation artistique.

### Programmation artistique
Le Femua 9 a vu la prestation des artistes suivants,,:
| Artistes          | Pays de provenance               |
| ----------------- | -------------------------------- |
| Kerry James       | France                           |
| Elida Almeida     | Cap Vert                         |
| I Jah Man Levi    | Jamaïque                         |
| Vieux Farka Touré | Mali                             |
| Papa Wemba        | République démocratique du Congo |
| Charlotte Dipanda | Cameroun                         |
| Toofan            | Togo                             |
| Boni Gnahoré      | Côte d'Ivoire                    |
| John Kiffy        | Côte d'Ivoire                    |
| Yabongo Lova      | Côte d'Ivoire                    |
| Abou Nidal        | Côte d'Ivoire                    |
| N'guess Bon Sens  | Côte d'Ivoire                    |
| NST Cophie's      | Côte d'Ivoire                    |
| DJ Marechal       | Côte d'Ivoire                    |
| TNT               | Côte d'Ivoire                    |
| JC Pluriel        | Côte d'Ivoire                    |

## Voir également